# Museum für Abgüsse Klassischer Bildwerke

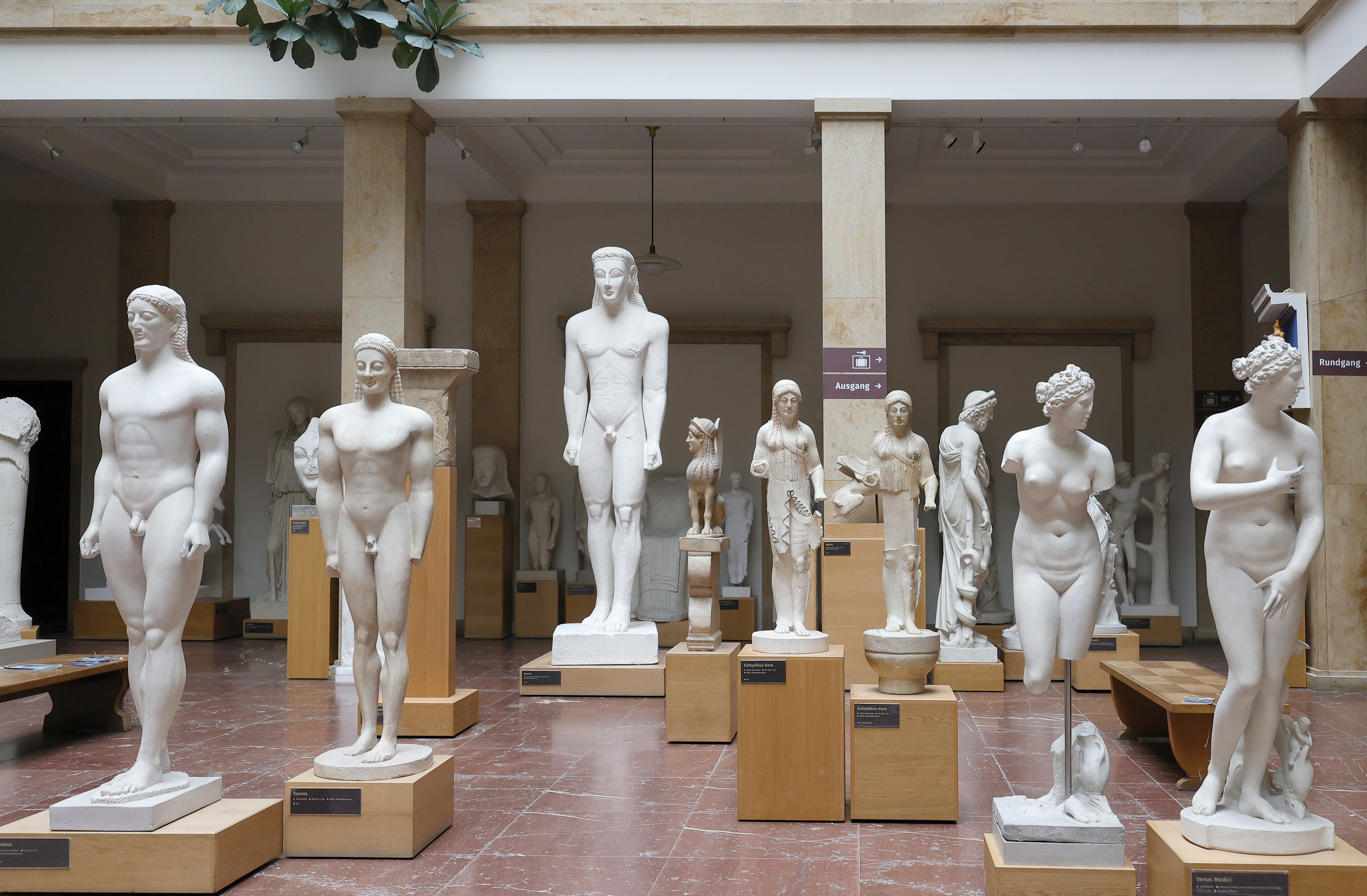
München, Museum für Abgüsse klassischer Bildwerke (zweiter Lichthof)

Das Museum für Abgüsse Klassischer Bildwerke ist eine Sammlung von Gipsabgüssen antiker Plastik im Kunstareal München. Insgesamt beherbergt das Museum rund 2.000 Abgüsse und gehört damit neben den universitären Sammlungen in Bonn, Göttingen und Berlin zu den vier größten Abgusssammlungen Deutschlands.

## Geschichte
Im Rahmen der Gründung eines Lehrstuhls für Klassische Archäologie an der Universität München wurde 1869 das „Museum von Gypsabgüssen klassischer Bildwerke“ von Heinrich von Brunn, dem ersten Professor für Klassische Archäologie an der Universität München, eingerichtet. Sinn und Zweck seines Museums bestand darin, die wissenschaftliche Erforschung antiker Skulpturen anhand ihrer Gipsabgüsse zu ermöglichen. Bis 1877 waren die 360 Abgüsse, die in den ersten Jahren angekauft wurden, vor den Räumen des Münzkabinetts (ursprünglich das Jesuitenkolleg) untergebracht. 1877 zog die Sammlung in neue Räume in den nördlichen Hofgartenarkaden der Residenz um. Die Aufstellung der Abgüsse war an einer neuen kunsttheoretischen Methode orientiert, die auch „archäologische Sehschule“ genannt wird. Bei dieser Methode des archäologischen Sehens werden antike Kunstwerke miteinander verglichen, um so Parallelen und Unterschiede zwischen den Objekten zu erkennen sowie ihren Stil und damit den Zeitpunkt ihrer Entstehung zu bestimmen. Basierend auf entsprechenden erstellten Reihen können die Werke chronologische geordnet werden. Parallel dazu entstand 1865 mit der Gründung des Lehrstuhles eine Fotothek, die heute über 100.000 Aufnahmen umfasst und immer noch regelmäßig erweitert wird.
Adolf Furtwängler übernahm 1894 den Lehrstuhl für Klassische Archäologie von Heinrich Brunn und blieb bis 1907 auch der Direktor des Museums. Einer seiner Interessensschwerpunkte bestand in der Rekonstruktion von verlorenen griechischen Skulpturen aus dem Bereich der Idealplastik, wofür bereits Heinrich Brunn mit seiner Methode des vergleichenden Sehens eine maßgebliche Basis geschaffen hat. Viele bedeutende Rekonstruktionen gehen auf Adolf Furtwängler zurück, darunter die der Athena Lemnia, des Doryphoros, der Aphrodite von Knidos sowie des Diskobol. Diesen Bildwerken widmete er eigene Säle im Museum. Zahlreiche seiner Rekonstruktionen sind heute im Stettiner Nationalmuseum erhalten, wohin er enge Beziehungen pflegte.
Paul Wolters führte als neuer Museumsdirektor ab 1908 nach dem Tod Furtwänglers dessen Projekte fort und arbeitete die Sammlungsbestände systematisch auf. Er sorgte gleich in seinen ersten Jahren für Ordnung in der Sammlung, indem er eine Revision der Stücke vornahm und ein neues Inventar einführte.
Wolters war sehr bemüht, die Sammlung zu vergrößern, was ihm durch gute Vernetzung und zahlreiche Bestellungen sowie Ankäufe auch gelang. Unter ihm wuchs die Sammlung um rund 500 Objekte an. Die Ausstellung selbst aber litt immer unter Platzmangel und den schlechten Raumverhältnissen. 1919 musste das Museum geschlossen werden, weil immer wieder Gipse beschädigt wurden. Aber noch am Ende seiner Amtszeit gelang es Wolters, dass ihm neue und hervorragend geeignete Säle mit Oberlicht zugesprochen wurden. Er war der letzte Direktor, der das Amt in Personalunion mit der Leitung der Glyptothek und der Staatlichen Antikensammlungen ausübte, welche ab 1934 nicht mehr beim Lehrstuhlinhaber der Klassischen Archäologie lag.
Ernst Buschor, der zwischen 1929 und 1959 Direktor des Museums war, konnte auf den Erfolg Wolters’ aufbauen und 1932 eine hochgelobte Neuaufstellung in großen, lichtdurchfluteten Ausstellungsräumen präsentieren. 1937 wurde diese Ausstellung aufgrund der Ausstellung „Entartete Kunst“ geschlossen, da hierfür die Sammlungsräume genutzt wurden. Zwar wurde das Museum danach noch einmal eröffnet, aber während des Zweiten Weltkrieges musste das Museum nach und nach seine Räumlichkeiten aufgeben. Der Grund hierfür war die andauernde Bombardierung Münchens, bei der die Sammlung 1945 fast vollständig zerstört wurde. Im Januar 1945 wurde die Sammlung durch Bomben schwer getroffen und fast alle der 2398 Abgüsse wurden zerstört.
Die 15 Exponate, die übrig blieben, kamen 1949 zusammen mit der Verwaltung des Museums und dem Institut für Klassische Archäologie in das Haus der Kulturinstitute am Königsplatz.
Nach dem Zweiten Weltkrieg begann 1959 ein langsamer Wiederaufbau unter Ernst Homann-Wedeking, der zwischen 1959 und 1976 Direktor des Museums war. Unter seinem Direktorat wurden neue Abgüsse gekauft, welche im zweiten Stock des Hauses der Kulturinstitute ausgestellt wurden. Anlässlich der Olympischen Spiele 1972 zeigte das Nationale Olympische Komitee im Bibliotheksbau des Deutschen Museums im selben Jahr eine umfangreiche Ausstellung über die Ausgrabungen in Olympia. Neben antiken Originalen wurden auch rund 100 Repliken aus Zinn und Bronze sowie Gipsabgüsse ausgestellt, welche anschließend in den Besitz des Museums für Abgüsse Klassischer Bildwerke überging.
Unter Paul Zanker, der von 1976 bis 2002 Museumsdirektor war, wurde die Sammlung systematisch ausgebaut. Von 1981 an war es wegen einer Sanierung des Hauses nur zeitweise möglich, die Sammlung öffentlich zu zeigen. Erst nach Abschluss der Arbeiten ist das Museum seit 1991 dauerhaft zugänglich. Die Sammlung ist heute in beiden Lichthöfen und dem sogenannten Gartensaal im Erdgeschoss, im Untergeschoss sowie teilweise in den Galerien im ersten und zweiten Obergeschoss aufgestellt.

## Ausstellung
Die Sammlung bietet einen umfangreichen Überblick zur antiken Plastik und umfasst Abgüsse nach Skulpturen sowie Reliefs und Kleinkunst aus sieben Jahrhunderten der antiken Kunstgeschichte.
Der öffentliche Bereich des Gebäudes verteilt sich auf zwei Lichthöfe und drei Geschosse. Betritt man das Museum, gelangt man in den ersten Lichthof, in welchem sich Abgüsse hellenistischer Plastiken befinden. Im vom Eingang aus rechts gelegenen beziehungsweise dem zweiten Lichthof befinden sich Abgüsse von Plastiken aus der Klassik sowie der Archaik. In dem dazwischenliegenden kleineren Saal an der Ostseite des Gebäudes, dem sogenannten Gartensaal, werden Abgüsse gezeigt, die exemplarisch für die römische Repräsentationskunst stehen. Die Ordnung der Abgüsse folgt also der Chronologie der Kunstepochen, wie es das vergleichende Sehen erfordert. So ist hier die Entwicklung der antiken Kunst auf einem kleinen, gut einsehbaren Raum nachvollziehbar.
Die Lichthöfe sind von Galerien umgeben. In diesen werden über dem hellenistischen Lichthof im zweiten Stock verschiedene Herrscherporträts und über dem archaisch-klassischen Hof in den oberen beiden Stockwerken Feldherrn- und Philosophenporträts ausgestellt.
Im Untergeschoss befindet sich darüber hinaus eine weitere römische Abteilung mit römischen Reliefs, wie etwa die Ara Pacis, die Marc-Aurel-Säule oder die Decennalien-Basis.
Seit Juni 2005 befindet sich ein farbig gefasstes Modell des Parthenon von Athen in der Ausstellung. Das Exponat ist mit weiteren rund 150 Abgüssen eine Dauerleihgabe des Metropolitan Museum of Art in New York. Das imposante Modell ist im Maßstab 1:20 gefertigt, hat eine Länge von 4,09 m und ein Gewicht von 1,7 t. Der große Maßstab war Wunsch des Stifters Levi Hale Willard, der bisherige Modelle als „toys“ (deutsch: Spielzeuge) bezeichnete. Das Modell wurde mitsamt der Farbrekonstruktion 1883 nach Paris übergeben.  Das von Adolf Jolly gebaute Modell sollte eine möglichst umfassende Anschauung des Parthenon um Zustand des 5. Jhs. v. Chr. vermitteln. Die Rekonstruktion der Architektur basiert auf dem archäologischen Wissen der Zeit. Außen- und Innenausstattung erfolgten nach einer hypothetischen Rekonstruktion im Zustand des 5. Jh. v. Chr. Überlieferungen von Pausanias waren u. a. eine Quelle. Mit der Fertigstellung um das Jahr 1889 war es das umfassendste Rekonstruktionsmodell des Parthenon seiner Zeit. Vermutlich wurde es auf der Pariser Weltausstellung 1889 ausgestellt. Im Jahr 1946 wurden umfangreiche Umbauten vorgenommen, um es auf einen der neuesten Forschung gemäßen Stand zu bringen. Der Restaurierungsprozess des Objekts hält seit 13 Jahren an. Das Modell ist bis heute die umfassendste Rekonstruktion, wenn auch keine, die dem aktuellen Forschungsstand entspricht. Daher ist heute das Modell für die Archäologie weniger als Rekonstruktionsgrundlage für aktuelle Forschungen wichtig, sondern vielmehr als überragendes Zeitzeugnis der Beschäftigung mit dem im 19. Jh. als Zenit antiker Architektur wahrgenommener Kunst und Kultur geltender Bauwerke.

## Auswahl vergangener Sonderausstellungen
In den Sonderausstellungen des Museums schlägt sich immer wieder dessen enge Einbindung in Forschung und Lehre am Institut für Klassische Archäologie nieder. So bereitet der Katalog der Ausstellung „Dionysos: 'Die Locken lang, ein halbes Weib?...'“ (1997–1998) wichtige Ergebnisse der Forschungen zum antiken Bild des Weingottes auf.
Die Ausstellung „Die zweite Haut. Panther-, Wolfs- und Ferkelsfell im Bild des Sayrn“ (2005) widmete sich einem bis dahin praktisch unbeachteten Aspekt der antiken Bildwelt. Verantwortlich für die Beiträge zeichneten Mitarbeiterinnen und Mitarbeiter des Instituts für Klassische Archäologie.
Von Oktober 2006 bis Januar 2007 unternahm die Schau „Penelope rekonstruiert. Geschichte und Deutung einer Frauenfigur“ die Rekonstruktion einer in vielfacher Hinsicht enigmatischen Frauenstatue der frühklassischen Epoche und führte vor Augen, wie auch scheinbar entlegene Fachfragen sowie durch die Gender Studies angestoßene Debatten einem breiteren Publikum nahegebracht werden können.
In der Ausstellung „Begegnung in bunt - Farbfassungen antiker griechischer und chinesischer Plastik im Vergleich“, welche zwischen Juni und August 2008 besuchbar war, ging es neben dem Vergleich von chinesischer und antiker griechischer Kunst aus etwa der gleichen Zeit (ca. 320–210 v. Chr.) vor allem um die Farbigkeit dieser Plastiken. Dabei zeigte die Ausstellung Ergebnisse aus laufenden Forschungsprojekten zur Polychromie antiker chinesischer sowie griechischer Plastik. Neben theoretischer Arbeit wurde hier auch handwerklich der Prozess zur Bemalung praktisch erforscht. Als Ergebnis wurden hier bemalte Abgüsse von Teilen des Istanbuler Alexandersarkophages, welcher auf ca. 320 v. Chr. zu datieren ist, sowie zweier Kopien von Kriegern aus der Grabanlage des ersten chinesischen Kaisers Qín Shihuángdì (gestorben 210 v. Chr.) ausgestellt. Die Ausstellung war eine Kooperation mit der Technischen Universität München und dem Lehrstuhl für Restaurierung.
Die Ausstellung „anders - Ideal und Gegenbild“ (Juni - September 2015) widmete sich der immer noch aktuellen Frage von Schönheitsidealen und stellte Abgüsse von idealen Körpern denen ihrer scheinbaren Gegenbilder entgegen. Die Ausstellung war eine Kooperation mit der Graduiertenschule „Distant Worlds“ und wurde von Doktoranden und Doktorandinnen verschiedenster Fachrichtungen der Altertumskunde durchgeführt.
Die Ausstellung „Die zwei Leben des Pergamonaltars“ bot einen ganz neuen Blick auf den Ostfries des Großen Altars von Pergamon. Der russische Pantomime und Fotokünstler Andrey Alexander rekonstruierte in jahrelanger Zusammenarbeit mit der Autorin Angelika Gebhard den über 30 m langen Fries und verstand dies als „fiktive, künstlerisch inspirierte Wiederherstellung des Originals“. Zusammen mit zahlreichen Gipsabgüssen des Großen Altars und weiteren hellenistischen Kunstwerken erzählte die Ausstellung die Geschichte, die Ausgrabung in Pergamon, die Auf- und Ausstellung des Bauwerkes in Berlin sowie die künstlerische Adaption des Pergamonaltars.

## Konservatoren des Museums
Nomineller Direktor des Museums ist der jeweilige Lehrstuhlinhaber für Klassische Archäologie an der Universität München qua Amt in Nebenfunktion.
Im Tagesgeschäft wird das Museum von einem Konservator beziehungsweise seit 2017 von zwei Konservatorinnen, die sich die Stelle teilen, geleitet.

## Ausstellungen (Auswahl)
- Dionysos. "Die Locken lang, ein halbes Weib?...", 10. November 1997 bis 28. Februar 1998[6]
- Die zweite Haut. Panther-, Wolfs- und Ferkelfell im Bild des Satyrn, 25. Mai bis 15. Juli 2005[7]
- Penelope rekonstruiert. Geschichte und Deutung einer Frauenfigur, 9. Oktober 2006 bis 15. Januar 2007[8]
- Die zwei Leben des Pergamonaltars, 11. Oktober 2017 bis 9. Februar 2018[9]
- Das antike Olympia in München. 1972–2022.[10]
- Lebendiger Gips – 150 Jahre Museum für Abgüsse Klassischer Bildwerke[11]